# Тайра но Канеморі
Тайра но Канеморі (*平 兼盛, д/н — 991) — середньовічний японський поет періоду Хейан. Один з «36 видатних поетів Японії» (Тридцять шість безсмертних поетів). Є версія, що був справжнім батьком поетеси Акадзоме Емон.

## Життєпис
Походив зі знатного роду Тайра. Син Тайра но Ацуюкі, другого секретаря Дадзайфу. Про дату народження замало відомостей. Також недостатньо відомостей про початок кар'єри. 946 року надано нижчий ступінь молодшого п'ятого рангу. 950 року призначено кокусі провінції Етідзен.
961 року стає заступником (суке) губернатора провінції Ямашіро. 964 року стає старшим інспектором, очоливши креслярів Центрального міністерства. 966 року отримує вищий ступінь молодшого п'ятого рангу.
977 року призначено кокусі провінції Суруґа. Помер 991 року.

## Творчість
Складав вірші у стилі вака. В доробку до 100 віршів. Більшість з них увійшла до імператорських поетичних антологій «Госен вака-сю» (90 віршів), «Госюй вака-сю», «Сюй вака-сю» (38 віршів), а також до його особистої збірки «Канеморі-сю». Один з його віршів включено до антології «Хякунін іс-сю» (№ 40). Часто його вірші є підписами під картинами, виконаними у стилі ямато-е.
Він також брав участь у численних поетичних змаганнях. За переказами, після поразки від Тайра но Канеморі 960 року в поетичному конкурсі від заздрощів помер інший відомий поет Мібу но Тадамі.